# Praeparaliaceae
Famille
Les Praeparaliaceae sont une famille d'algues de l'embranchement des Bacillariophyta (Diatomées), de la classe des Coscinodiscophyceae et de l’ordre des Melosirales.

## Étymologie
Le nom de la famille vient du genre type Praeparalia, formé du préfixe latin prae- « avant ; devant », et du suffixe -paralia (du grec παραλιος / paralios, « situé près de la mer ; maritime »)

## Liste des genres
Selon AlgaeBase (22 juillet 2022) :
- Praeparalia Nikolaev & Harwood, 2001

## Systématique
Le nom correct complet (avec auteur) de ce taxon est Praeparaliaceae Nikolaev & Harwood.
Selon IRMNG (22 juillet 2022), ce nom de famille est invalide du fait de l'invalidé du genre type Praeparalia.